# 파티메 페텔리예바
파티메 페텔리예바(아제르바이잔어: Fatimə Fətəliyeva, 1978년 4월 3일 바쿠 ~ )는 아제르바이잔의 배우, 무용가이다.